# Прапор Тетіївського району
Пра́пор Те́тіївського райо́ну — офіційний символ Тетіївського району Київської області, затверджений 12 серпня 2003 року рішенням сесії Тетіївської районної ради. Автор проекту — О. Кохан.

## Опис
Прапор являє собою прямокутне полотнище зі співвідношенням сторін 2:3, що складається з трьох вертикальних смуг — червоної, зеленої і білої у співвідношенні 1:1:8. У верхніх кутах білого поля розташовано по червоній восьмипроменевій зірці висотою 1/10 довжини прапора (відстань кожної зірки від верхнього та бокових країв білого поля також дорівнює 1/10 довжини).
У центрі білого поля на зеленому пагорбі зображено фрагмент герба району — червона фортеця із зеленими земляними валами і відкритою брамою; обабіч надбрамної вежі за мурами розміщено дві нижчі червоні вежі. Під брамою знаходяться перехрещені білі бунчук верхів'ям донизу і кривий східний меч переможеного русичами половецького хана Тетія, який дав назву райцентру (висота емблеми дорівнює половині висоти полотнища).

## Символіка
Червона смуга символізує героїзм предків, а зелена — природу краю.